# Bandkanon 1
O Bandkanon 1, foi um veículo de artilharia autopropulsada fabricado na Suécia e utilizado pelo Exército da Suécia de 1967 até 2003. 

Em sua época de serviço foi o mais pesado e mais poderoso veículo de artilharia autopropulsada.

Ele possuía um canhão automático de 155 milímetros (6,10 polegadas) com uma excepcional cadência de tiro de 14 disparos em apenas 45 segundos.